# Campeonato da Europa de Atletismo de 2018 - Revezamento 4x100 m feminino
A prova dos 4 x 100 metros estafetas feminino do Campeonato da Europa de Atletismo de 2018 foi disputada no dia 12 de agosto de 2018 no Estádio Olímpico de Berlim em Berlim,  na Alemanha. 

## Recordes
Antes desta competição, os recordes mundiais e do campeonato nesta prova eram os seguintes:
|                       | Nome                                                           | Nacionalidade     | Tempo | Local    | Data                  |
| --------------------- | -------------------------------------------------------------- | ----------------- | ----- | -------- | --------------------- |
| Recorde mundial       | (Tianna Madison, Allyson Felix Bianca Knight, Carmelita Jeter) | Estados Unidos    | 40s82 | Londres  | 10 de agosto de 2012  |
| Recorde do campeonato | (Silke Möller, Katrin Krabbe Kerstin Behrendt, Sabine Günther) | Alemanha Oriental | 41s68 | Split    | 1 de setembro de 1990 |
| Recorde europeu       | (Silke Gladisch, Sabine Rieger Ingrid Auerswald, Marlies Göhr) | Alemanha Oriental | 41s37 | Camberra | 6 de outubro de 1985  |

## Medalhistas
| Ouro                                                                                                  | Prata                                                                                  | Bronze                                                                           |
| Reino Unido · Asha Philip · Imani-Lara Lansiquot · Bianca Williams · Dina Asher-Smith · Daryll Neita* | Países Baixos · Dafne Schippers · Marije van Hunenstijn · Jamile Samuel · Naomi Sedney | Alemanha · Lisa Marie Kwayie · Gina Lückenkemper · Tatjana Pinto · Rebekka Haase |

* Indica que o atleta só competiu nas baterias e recebeu medalhas.

## Cronograma
Todos os horários são locais (UTC+2).
| Data         | Hora  | Evento  |
| ------------ | ----- | ------- |
| 12 de agosto | 19:20 | Bateria |
| 12 de agosto | 21:20 | Final   |

## Resultados

### Bateria
Qualificação: 3 atletas de cada bateria  (Q) mais os 2 melhores qualificados (q). 
| Posição | Bateria | Raia | Nacionalidade | Atletas                                                                                        | Tempo | Notas                |
| ------- | ------- | ---- | ------------- | ---------------------------------------------------------------------------------------------- | ----- | -------------------- |
| 1       | 1       | 2    | Grã-Bretanha  | Asha Philip, Imani-Lara Lansiquot, Bianca Williams, Daryll Neita                               | 42.19 | Q, EL                |
| 2       | 2       | 6    | Alemanha      | Lisa Marie Kwayie, Gina Lückenkemper, Tatjana Pinto, Rebekka Haase                             | 42.34 | Q                    |
| 3       | 2       | 8    | Suíça         | Ajla Del Ponte, Sarah Atcho, Mujinga Kambundji, Salomé Kora                                    | 42.62 | Q                    |
| 4       | 1       | 3    | Países Baixos | Dafne Schippers, Marije van Hunenstijn, Jamile Samuel, Naomi Sedney                            | 42.62 | Q,                   |
| 5       | 1       | 8    | França        | Orlann Ombissa-Dzangue, Stella Akakpo, Jennifer Galais, Carolle Zahi                           | 43.06 | Q,                   |
| 6       | 1       | 4    | Polónia       | Kamila Ciba, Anna Kiełbasińska, Martyna Kotwiła, Ewa Swoboda                                   | 43.20 | q,                   |
| 7       | 1       | 7    | Espanha       | María Isabel Pérez, Estela García, Paula Sevilla, Cristina Lara                                | 43.38 | q                    |
| 8       | 2       | 2    | Itália        | Johanelis Herrera Abreu, Gloria Hooper, Irene Siragusa, Audrey Alloh                           | 43.74 | Q                    |
| 9       | 2       | 3    | Irlanda       | Joan Healy, Phil Healy, Ciara Neville, Gina Akpe-Moses                                         | 43.80 | Recorde nacional     |
| 10      | 2       | 1    | Ucrânia       | Hanna Plotitsyna, Alina Kalistratova, Yana Kachur, Anastasiya Holeneva                         | 43.90 | Recorde da temporada |
| 11      | 2       | 7    | Dinamarca     | Louise Østergård, Ida Kathrine Karstoft, Mette Graversgaard, Mathilde Kramer                   | 44.09 | Recorde nacional     |
| 12      | 2       | 5    | Chéquia       | Lucie Domská, Marcela Pírková, Jana Slaninová, Klára Seidlová                                  | 44.12 | Recorde da temporada |
| 13      | 1       | 5    | Hungria       | Anasztázia Nguyen, Éva Kaptur, Gréta Kerekes, Luca Kozák                                       | 44.15 |                      |
| 14      | 1       | 6    | Grécia        | Grigoría-Emmanouéla Keramidá, Elisavet Pesiridou, Rafailía Spanoudaki-Hatziriga, Korina Politi | 44.48 | Recorde da temporada |
| 15      | 2       | 4    | Suécia        | Claudia Payton, Hanna Adriansson-Norberg, Malin Ström, Elin Ostlund                            | 44.51 | Recorde da temporada |

### Final
| Posição           | Raia | Atleta        | Nacionalidade                                                        | Tempo | Notas                |
| ----------------- | ---- | ------------- | -------------------------------------------------------------------- | ----- | -------------------- |
| Medalha de ouro   | 3    | Grã-Bretanha  | Asha Philip, Imani-Lara Lansiquot, Bianca Williams, Dina Asher-Smith | 41.88 | Melhor marca do ano  |
| Medalha de prata  | 4    | Países Baixos | Dafne Schippers, Marije van Hunenstijn, Jamile Samuel, Naomi Sedney  | 42.15 | Recorde da temporada |
| Medalha de bronze | 6    | Alemanha      | Lisa Marie Kwayie, Gina Lückenkemper, Tatjana Pinto, Rebekka Haase   | 42.23 | Recorde da temporada |
| 4                 | 5    | Suíça         | Ajla Del Ponte, Sarah Atcho, Mujinga Kambundji, Salomé Kora          | 42.30 |                      |
| 5                 | 8    | França        | Orlann Ombissa-Dzangue, Stella Akakpo, Jennifer Galais, Carolle Zahi | 43.10 |                      |
| 6                 | 1    | Polónia       | Kamila Ciba, Anna Kiełbasińska, Martyna Kotwiła, Ewa Swoboda         | 43.34 |                      |
| 7                 | 7    | Itália        | Johanelis Herrera Abreu, Gloria Hooper, Irene Siragusa, Audrey Alloh | 43.42 | Recorde da temporada |
| 8                 | 2    | Espanha       | María Isabel Pérez, Estela García, Paula Sevilla, Cristina Lara      | 43.54 |                      |

Legenda
| Recorde mundial       | Recorde mundial (World record)               |                       | Recorde africano                      | Recorde africano (African) |                                           | Q | Classificado por posição (Qualified) |
| Recorde do campeonato | Recorde do campeonato (Championship record)  | Recorde da América    | Recorde da América (Americas)         | q                          | Classificado por melhor tempo (Qualified) |   |                                      |
| Melhor marca do ano   | Melhor marca do ano (World leading)          | Recorde asiático      | Recorde asiático (Asian)              | DNS                        | Não largou (Did not start)                |   |                                      |
| Recorde nacional      | Recorde nacional (National record)           | Recorde europeu       | Recorde europeu (European)            | DNF                        | Não terminou (Did not finish)             |   |                                      |
| Recorde pessoal       | Recorde pessoal do atleta (Personal best)    | Recorde da Oceania    | Recorde da Oceania (Oceania)          | DSQ / DQ                   | Desclassificado (Disqualified)            |   |                                      |
| Recorde da temporada  | Recorde da temporada do atleta (Season best) | Recorde sul-americano | Recorde sul-americano (South America) | NM                         | Sem marca (No mark)                       |   |                                      |